# Paolo II Demidoff
Conte Pavel Pavlovič Demidov, II principe di San Donato (in russo Павел Павлович Демидов?; Francoforte sul Meno, 9 ottobre 1839 – Firenze, 26 gennaio 1885), è stato un nobile, imprenditore e collezionista d'arte russo della famiglia Demidoff.

## Biografia

### Infanzia

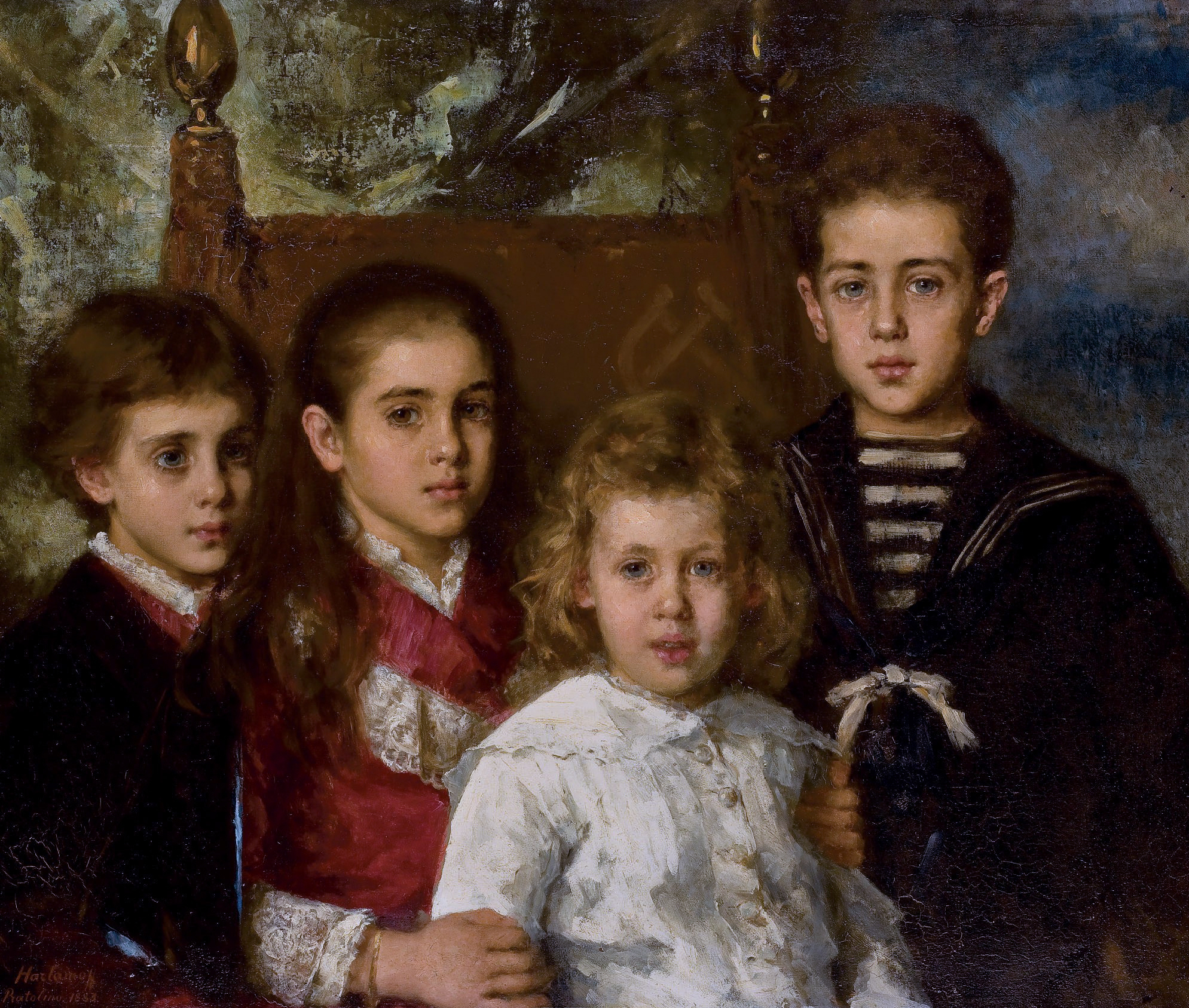
Pavel (1879-1909), Avrora (1873-1904), Marija (1876-1955) e Anatolij (1874-1943). (Aleksej Alekseevič Charlamov, 1883)

Nacque il 9 ottobre 1839 a Francoforte sul Meno da Aurora Karamzin e da Pavel Nikolaevič Demidov.

### Primo matrimonio

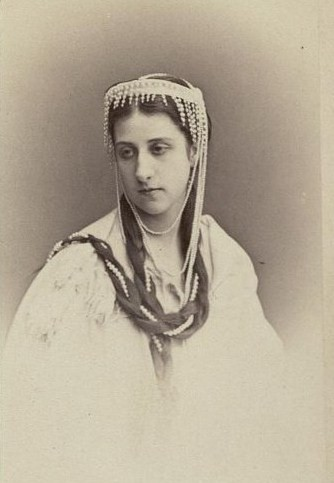
Principessa Marija Ėlimovna Meščerskaja, 1865.

Il suo primo matrimonio avvenne il 1º giugno 1867 con la principessa Marija Ėlimovna Meščerskaja (San Pietroburgo, 28 febbraio 1844 - San Donato (o Vienna, per Ferrand), 8 agosto 1868). Morì due giorni dopo aver partorito un figlio maschio, Elim Pavlovič Demidov, III principe di San Donato, a Hietzing un distretto di Vienna il 6 agosto 1868. La sua perdita ebbe un effetto duraturo su Pavel, che rimase inconsolabile per lungo tempo, trascorrendo molto tempo nella stanza della Villa San Donato dove gli abiti di sua moglie furono tenuti per cercare di recuperare la sua presenza.

### Secondo matrimonio

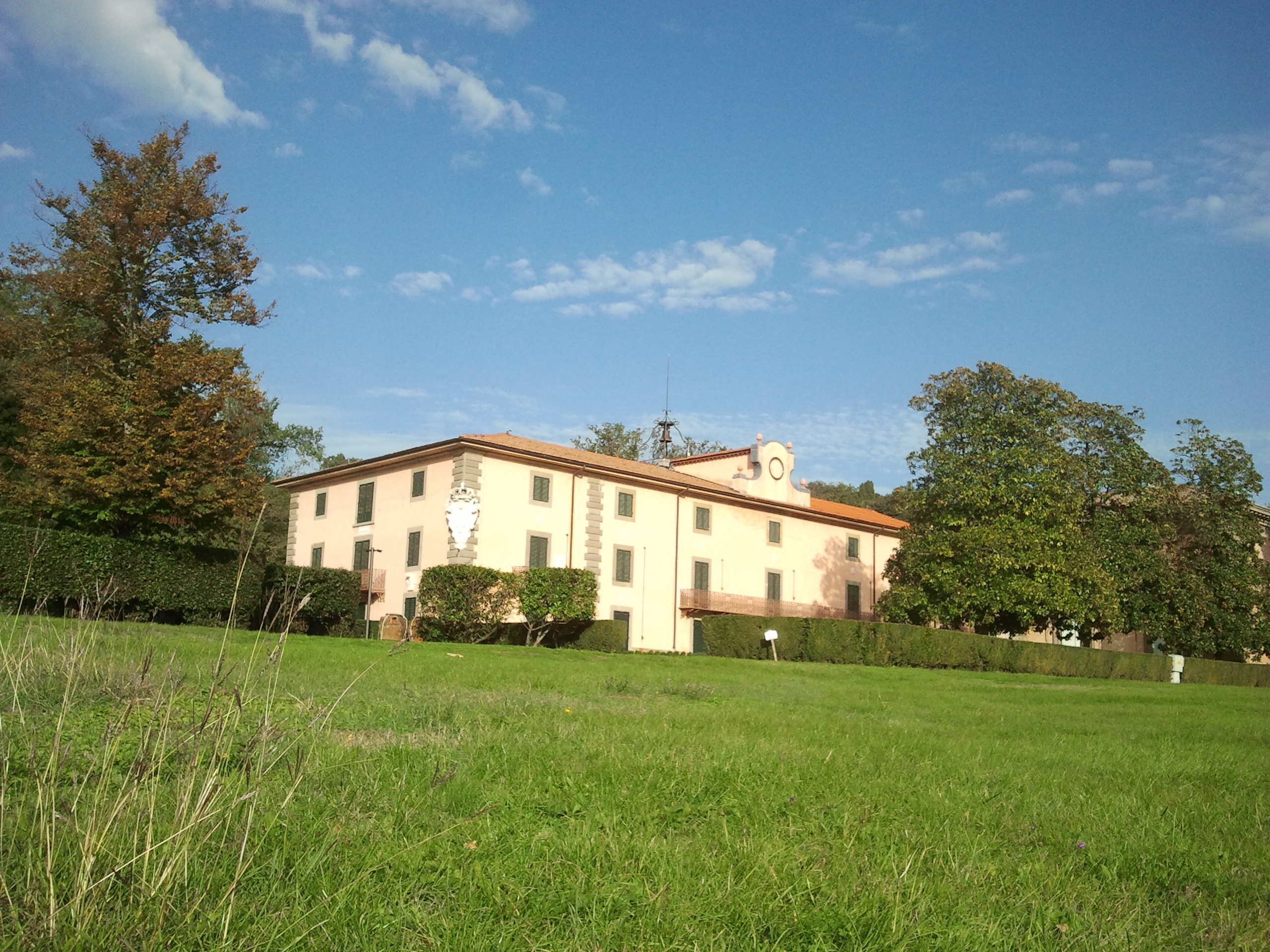
Villa Demidoff, originariamente paggeria medicea

A San Pietroburgo il 2 giugno 1871 si risposò con la principessa Elena Petrovna Trubeckaja (San Pietroburgo, 25 settembre 1853 - Odessa, 28 luglio 1917), figlia di Pëtr Nikitič Trubeckoj e di Elizaveta Ėsperovna Belosel'skaja-Belozerskaja da cui ebbe sei figli.
Decisero che San Donato era troppo piena dei ricordi della sua prima moglie e così si trasferirono a Villa Pratolino (ora nota come Villa Demidoff). Finirono per vendere San Donato, e fu ceduta in data 5 novembre 1881 a Gaston Mestayer (un magnate degli affari francese), con i giardini venduti separatamente a Nemesio Papucci e Rosselli Del Turco. Una gran parte della enorme collezione Demidov di opere d'arte alloggiate nelle 14 stanze a San Donato, furono quindi disperse in diverse vendite e aste pubbliche memorabili, persino le opere raccolte nel "Musée Napoléonien" creato all'Isola d'Elba da suo zio Anatolio Demidoff e i souvenir che erano (per lo più) stati ceduti ad Anatole da suo suocero Girolamo Bonaparte.

### Principe di San Donato

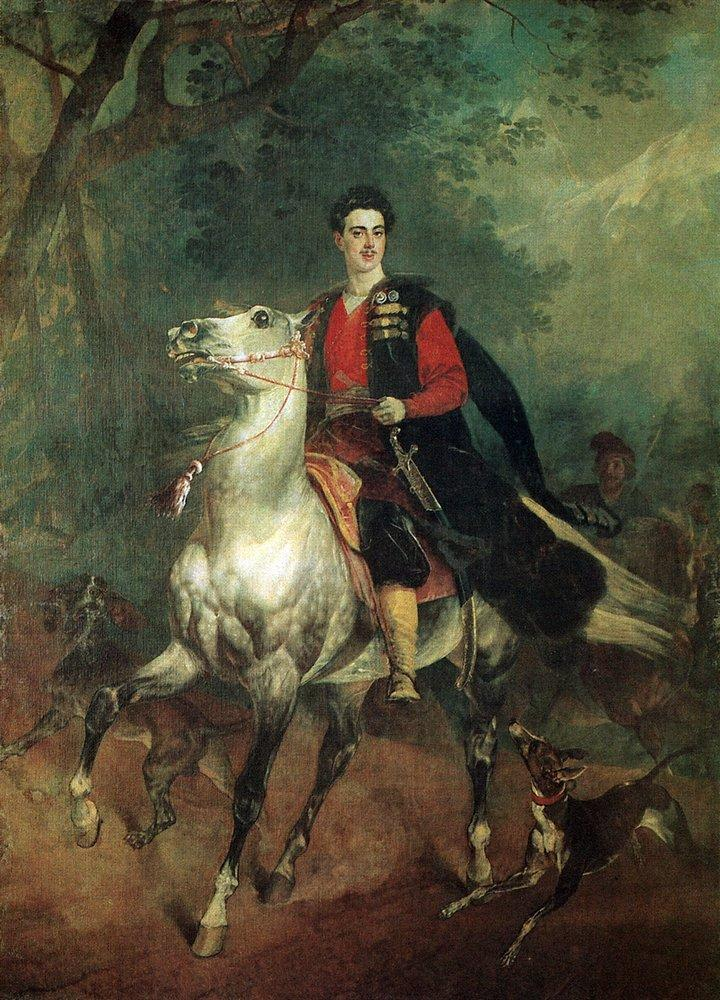
Il principe Anatolio Demidoff in un ritratto equestre di Karl Brjullov, 1831, Palazzo Pitti, Firenze

Possedendo centinaia di fabbriche in Russia, milioni di chilometri quadrati di terra e di palazzi in Russia, Francia e Italia, Pavel era considerato come uno degli uomini più ricchi d'Europa. Sviluppò le fortune della famiglia e ereditò il titolo di Anatole di Principe di San Donato, dopo la morte di quest'ultimo, senza prole legittima nel 1870 (con il titolo riconosciuto dal re Vittorio Emanuele II di Savoia due anni dopo).

### Attività nel sociale
Fu sindaco di Kiev dal 1871 al 1872 e di nuovo dal 1873 al 1875. Servì con la Croce Rossa piuttosto che le forze militari russe durante la guerra russo-turca e nel 1883 pubblicò il filosemita La questione ebraica in Russia.

### Morte
Il principe Pavel morì il 26 gennaio 1885 a Firenze.

## Discendenza
Pavel ed Elena Petrovna Trubeckaja ebbero sei figli:
- Principe e conte Nikita Pavlovič Demidov (17 marzo 1872 - 25 marzo 1874);
- Principessa e contessa Aurora Pavlovna Demidova (Kiev, 2 novembre 1873 - Bussolino, Torino, 16 giugno 1904), madre del principe Paolo di Jugoslavia;
- Anatolij Pavlovič Demidov, IV principe di San Donato (San Donato, 31 ottobre (OS)/12 novembre 1874 - Marsiglia 27 ottobre 1943);
- Principessa e contessa Marija Pavlovna Demidova (Kiev, 3 febbraio 1877 - Pratolino, 25 luglio 1955), sposò a Helsingfors (ora meglio conosciuto con il suo nome finlandese di Helsinki), 30 aprile (OS) / 13 maggio 1897 il Principe Semën Semënovič Abamelik-Lazarev (San Pietroburgo, 7 ottobre 1857 - Narsan, Caucaso, 1º settembre 1916);
- Principe e conte Paolo II Demidoff (San Donato, 4 febbraio 1879 - Parigi, 30 aprile 1909), celibe e senza figli;
- Principessa e contessa Elena Pavlovna Demidova (San Pietroburgo, 10 giugno 1884 - Sesto Fiorentino, 4 aprile 1959), sposò in prime nozze a San Pietroburgo il 29 gennaio 1903 (divorziati nel 1907) il conte Aleksandr Pavlovič Šuvalov (Vartemiagui, 7 settembre 1881 - Londra, 13 agosto 1935) e sposò in seconde nozze a Dresda nel giugno 1907 Nikolaj Aleksandrovič Pavlov (Tambov, 9 maggio 1866 - Vanves, 31 gennaio 1934).